# Napier Sabre

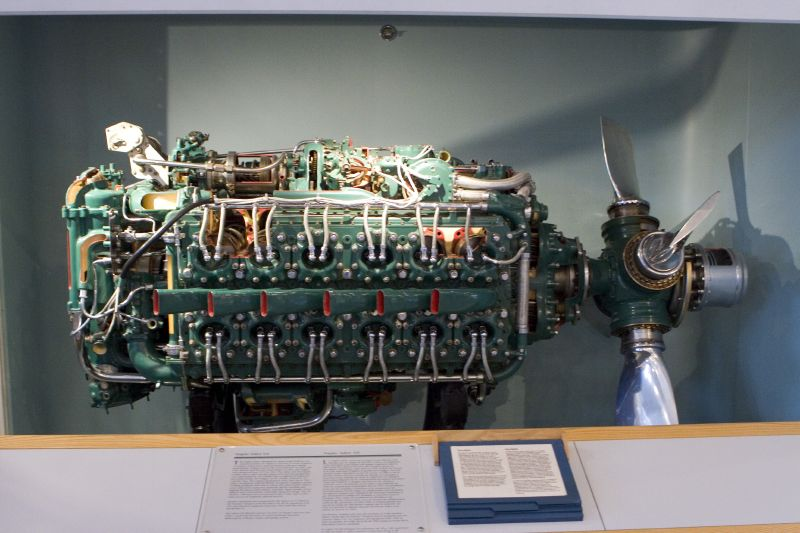
Vista laterale di un Napier Sabre

Il Sabre era un motore a pistoni progettato dal maggiore Frank B. Halford e prodotto dalla Napier Aero Engines, una controllata Napier & Son, durante la seconda guerra mondiale. Il motore aveva ventiquattro cilindri disposti ad H. La distribuzione era del tipo con valvole a fodero. Il Sabre divenne uno dei più potenti motori del conflitto arrivando a sviluppare 3 500 hp (2 200 kW). Non ebbe però una grande diffusione in quanto l'avvento dei motori Jet, e data la grande disponibilità di motori stellari di potenza simile, subito dopo la fine della guerra ne decretò il rapido declino.

## Sviluppo
Prima del Sabre la Napier aveva realizzato alcuni tra i più grandi motori di quel periodo. Il più conosciuto era il Lion, che fu utilizzato anche sui velivoli inglesi, realizzati dalla Supermarine, che parteciparono alla Coppa Schneider, una competizione per idrovolanti che si tenne negli anni venti e all'inizio degli anni trenta.
Alla fine di questo periodo però il Lion era ormai un motore non più al passo con i tempi e pertanto la ditta cominciò a lavorare ad un suo sostituto. Due furono i progetti che vennero realizzati: il Rapier, un motore ad H da sedici cilindri, e il Dagger anch'esso un motore ad H ma con ventiquattro cilindri.
La scelta della configurazione ad H era dettata sia dalla compattezza che questa disposizione dava al motore, permettendo di inserire in uno spazio relativamente contenuto un grande numero di cilindri e quindi di realizzare un motore potente, sia dal bilanciamento naturale del motore. I pistoni infatti avevano un movimento tale che ogni pistone tendeva a bilanciare quello a lui opposto rendendo così morbido il funzionamento del motore stesso.
Per i primi progetti però la Napier scelse, inopportunamente, di utilizzare il raffreddamento ad aria. Durante il servizio si scoprì che i pistoni posteriori non ricevevano abbastanza aria per il loro raffreddamento causando molti problemi di affidabilità. In questo periodo inoltre i progettisti erano alla ricerca di un nuovo sviluppo nei motori tentando di ottenere potenze dell'ordine dei 50 kW\L (1 hp per in³). Con questi Supermotori si sarebbero dovuti equipaggiare i nuovi grandi velivoli che si stavano progettando. Realizzare un motore di questi livelli di potenza si dimostrò un compito molto più difficile del previsto. Si tenga presente che un tipico motore dell'epoca quale il Pratt & Whitney R-1830 Twin Wasp sviluppava circa 1 200 hp (895 kW) con una cilindrata di 30 L (1 830 in³). In pratica con i Supermotori si richiedeva di realizzare un motore le cui prestazioni dovevano essere di circa il 50% superiori ai motori all'epoca disponibili. Furono molte le ditte, ma scarsi i successi, che si confrontarono con questa sfida tecnologica.
Un passo in avanti si ebbe quando nel 1927 Harry Ricardo del RAE pubblicò uno studio nel quale affermava che con i sistemi di distribuzione che utilizzavano le valvole a fungo non si sarebbe potuto realizzare un motore che superasse il limite dei 1 500 hp (1 100 kW) di potenza. Per realizzare un motore che superasse questa barriera era necessario introdurre il sistema delle valvole a fodero. Con questo sistema era possibile aumentare l'efficienza volumetrica di ogni singolo cilindro.
In questo periodo la Napier stava lavorando per rendere il Rapier uno dei più potenti motori disponibili e introdusse, riprogettando completamente il motore, le valvole a fodero. Il motore venne anche dotato di raffreddamento a liquido. Nella ricerca della massima potenza i progettisti del Rapier erano favoriti dalla sua configurazione ad H che permetteva di raggiungere dei regimi di rotazione elevati, proprio grazie al suo naturale bilanciamento e all'adozione delle nuove valvole. Era così possibile produrre una potenza maggiore mantenendo però, rispetto agli altri motori, una cilindrata piuttosto contenuta.
Il primo motore Sabre era pronto a girare nel gennaio del 1938. La potenza venne limitata a 1 350 hp (1 000 kW). Nel marzo successivo erano già stati superati i 2 050 hp (1 500 kW). Nel giugno del 1940 il motore forniva ben 2 200 hp (1 640 kW) con una cilindrata di 37 L. Il Sabre fu quindi il primo motore che si avvicinò alla soglia dei 50 kW\L. Per la fine di quell'anno la potenza raggiunse i 2 400 hp (1 800 kW), una potenza impressionante se si tiene presente che i più potenti motori dell'epoca, il Merlin e il DB 601, fornivano circa 1 000 – 1 200 hp (750 – 900 kW).
Con l'inizio della produzione cominciarono ad emergere alcuni problemi. Infatti fino a quel momento ogni motore Sabre era in pratica un prodotto artigianale, essendo assemblato a mano da manodopera specializzata e passare alla produzione in serie si dimostrò piuttosto complicato. I foderi che componevano le valvole si rovinavano piuttosto velocemente bloccando, durante la costruzione, il motore. In quel periodo la Bristol, che aveva anch'essa adottato il nuovo sistema di distribuzione, realizzava dei foderi che venivano montati su diversi suoi motori. In particolare quelli utilizzati sul Bristol Taurus avevano lo stesso alesaggio dei cilindri del Sabre e quindi si potevano montare su questo motore. Inizialmente la Bristol però si rifiutò di fornirli alla Napier e solo dopo pressioni esercitate dal Ministero dell'Aria cedette. Con l'adozione di questi foderi, di miglior qualità e dunque più duraturi, gran parte dei problemi vennero superati.
Anche i controlli di produzione, quelli che oggi chiameremmo di qualità, si dimostrarono un serio problema. Spesso venivano consegnati motori con saldature mal rifinite, segmenti di tenuta rotti o con resti di lavorazioni al proprio interno. I meccanici sui campi erano quindi sempre sotto pressione nel tentativo di mantenere in efficienza questi motori.
Questa situazione durò per troppo tempo e fece guadagnare al motore una cattiva reputazione. A tutto questo si aggiunse la scarsa familiarità che piloti e meccanici avevano con il carattere particolare di questo motore facendo così insorgere problemi dovuti anche ad una gestione non corretta del propulsore.
I problemi alla fine furono risolti e il motore ricominciò a guadagnare la stima degli operatori raggiungendo un elevato livello di affidabilità e di potenza. Nel 1944 il Sabre V, l'ultima versione utilizzata nel conflitto, forniva 2 400 hp (1 800 kW) costanti. La successiva versione VII arrivava a 3 500 hp (2 600 kW), e con un nuovo compressore raggiunse nei test finali i 4 000 hp (3 000 kW). In pratica la stessa potenza del più grande motore radiale mai costruito, il Pratt & Whitney R-4360 Wasp Major, che però aveva una cilindrata di 74 L (4 360 in³).

## Velivoli utilizzatori
Il Sabre venne utilizzato in grande numero solamente per equipaggiare il cacciabombardiere Hawker Typhoon ed il caccia, da questo derivato, Hawker Tempest. Con questo motore il Typhoon fu il primo velivolo a raggiungere i 633 km\h (412 mph) a bassa quota, record che lo rese il più veloce aereo a queste altezze. Il Tempest invece fu uno dei più veloci, se non il più veloce, caccia con motore a pistoni dell'intero conflitto.
- Hawker Tempest
- Hawker Typhoon
- Martin-Baker MB 3 (prototipo)
- Napier-Heston Racer